# Inview Technology
Inview Technology, con sede a Northwich, Cheshire, in Gran Bretagna, è una società privata di software. Il presidente, Ken Austin, è un esperto nel settore delle EPG (Electorinic Program Guide). La società fornisce apparati per trasformare i televisori a basso costo in TV connesse a Internet o Smart TV.
Rientra tra i leader mondiali di guide EPG, è royalty free e collabora con compagnie come Teletext, Skyworth, Novatech e Farncombe.
Insieme a On Demand Group (ODG), la nuova piattaforma Inview dà agli spettatori la possibilità di accedere ai film attraverso una base di video on demand (TVOD) e grazie a una biblioteca di contenuti televisivi su richiesta (quest'ultima disponibile su base SVOD) che comprende: serie TV, programmi per bambini, film classici e video musicali. Nel mese di ottobre 2012, Inview ha sviluppato "Liberator 3", una piattaforma basata su cloud per i provider di programmi Pay TV, rivolta a società di telecomunicazione e a internet service provider che desiderano dotare i propri clienti di servizi Smart TV e contenuti basati su internet a banda larga.
La piattaforma è ora distribuita in punti vendita al dettaglio in una serie di paesi, tra cui Spagna, Italia, Germania, Francia, Polonia, Australia, nelle regioni dell'Africa e del Medio Oriente e, in collaborazione con Farncombe, in America Latina. Riconoscendo il paese in cui viene utilizzata, fornisce contenuti pertinenti a quel paese, nonché contenuti internazionali. Attualmente, la soluzione di Smart TV Inview è l'unica disponibile nel Tier 2 (a basso costo) nel settore dei televisori.